# La Chapelle-en-Serval
Pour les articles homonymes, voir La Chapelle.
La Chapelle-en-Serval est une commune française située dans le département de l'Oise en région Hauts-de-France.
Ses habitants sont appelés les Capellois.

## Géographie

### Description
La Chapelle-en-Serval est située dans le sud du département de l'Oise, dans le Valois multien, à la limite avec le Val-d'Oise, le long de la très fréquentée RN 17 départementalisée sous le nom de RD 1017, et à une distance orthodromique de 33,5 km au nord-nord-est de Paris.
Elle est située dans le parc naturel régional Oise-Pays de France.
Au début du XIXe siècle, le territoire de la Chapelle-en-Serval était mentionné comme « irrégulier, limité en grande partie par des routes et des allées de forêt, {ayant] sa dimension principale du nord au sud ; il forme une plaine presque toute sablonneuse , appuyée vers l'est au coteau de Montmélian, se prolongeant à l'ouest dans la forêt de Coye ».

### Communes limitrophes
La Chapelle-en-Serval compte six communes limitrophes, dont trois sont situées dans le département voisin du Val-d'Oise : Luzarches, Fosses et Survilliers.
Le découpage du territoire communal est quelque peu surprenant. Ainsi, la RD 1017, au sud du village, constitue la limite entre La Chapelle (à l'ouest) et Survilliers (à l'est). Survilliers arrive donc jusqu'à l'entrée sud du village, près de la zone artisanale, et La Chapelle arrive jusqu'aux dernières maisons du plateau de Fosses. Le centre commercial avec son hypermarché près de la gare de Survilliers-Fosses se situe par ailleurs sur la commune de La Chapelle, qui arrive également jusqu'aux premières maisons de Survilliers au lotissement du Petit Argenteuil.
D'autre part, bien que Orry-la-Ville soit située à l'ouest de La Chapelle, toute la forêt au sud d'Orry appartient également au territoire de La Chapelle. C'est ici, en forêt de Coye, mais aussi sur les champs entre Fosses et la lisière de la forêt, que La Chapelle rencontre Luzarches. La distance aérienne entre les centres respectifs de La Chapelle et Luzarches est de 8,3 km, et la distance routière de 11,5 km par la RD 118 et la RD 1016, en traversant cinq communes : Orry-la-Ville, Coye-la-Forêt, Lamorlaye, Asnières-sur-Oise et Chaumontel.
Quant à Plailly, village situé au sud-est de La Chapelle, le bois privé  Garenne de la Justice  au sud du village incombe à cette commune limitrophe. - Au nord de La Chapelle, la RD 1017 sert une nouvelle fois de limite entre La Chapelle et une commune voisine, Orry-la-Ville : le cimetière d'honneur militaire près du village et face à l'ancien haras de la Censière est situé sur le territoire d'Orry. Finalement, reste à signaler qu'à l'extrémité sud-est du bois communal de Pontarmé, se rencontrent quatre communes en un point : La Chapelle, Pontarmé, Plailly et Thiers-sur-Thève.
Cette dernière commune n'est toutefois pas limitrophe de La Chapelle.
|                                | Pontarmé (Oise)       |                |
| Orry-la-Ville (Oise) Luzarches | La Chapelle-en-Serval | Plailly (Oise) |
| Fosses                         | Survilliers           |                |

### Hydrographie
La commune est située dans le bassin Seine-Normandie. Elle est drainée par le fossé 01 de la commune de Pontarmé et le ruisseau de la Batarde,,.

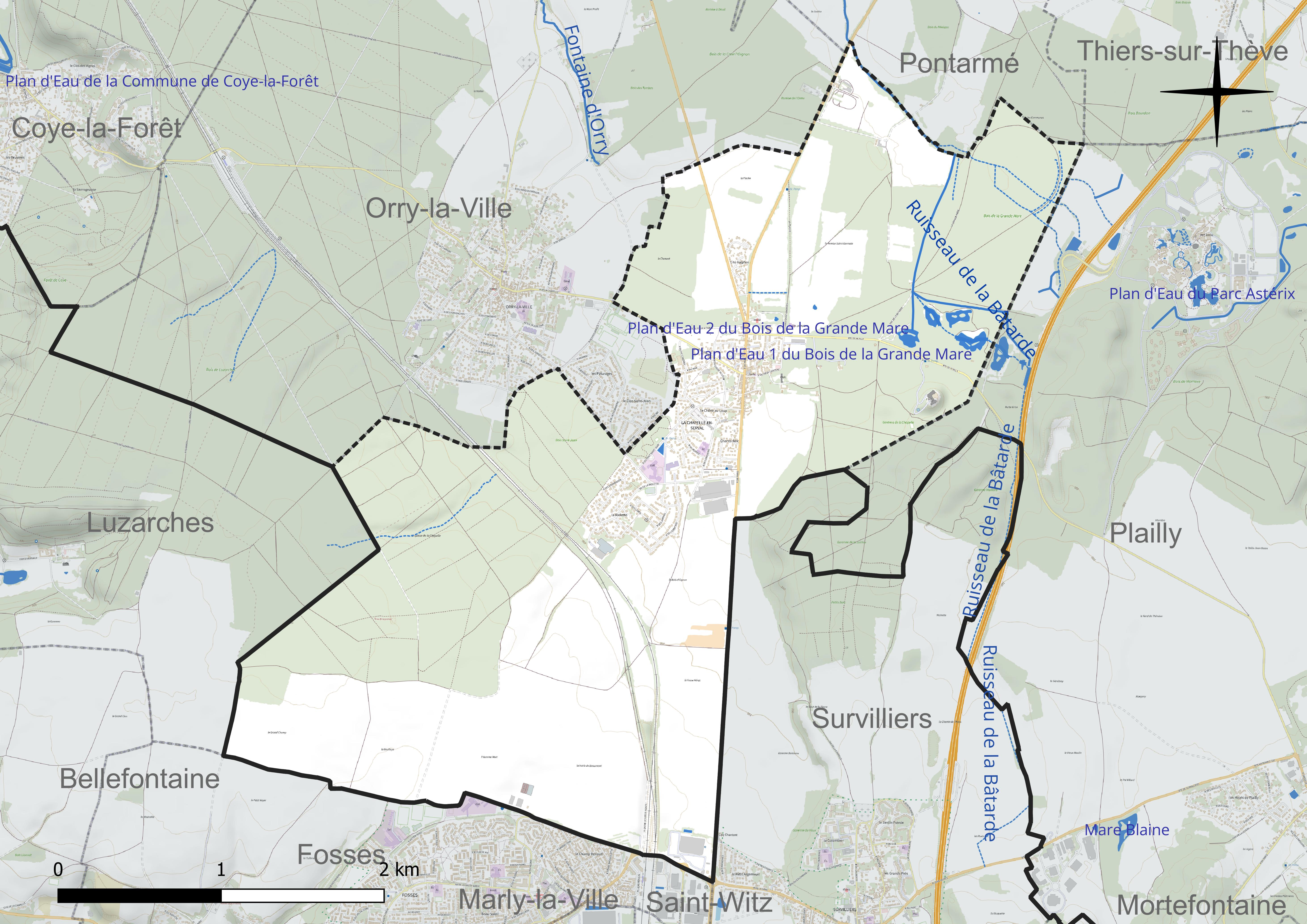
Réseau hydrographique de la Chapelle-en-Serval.

Deux plans d'eau complètent le réseau hydrographique : le plan d'eau 1 du Bois de la Grande Mare (1,3 ha) et le plan d'eau 2 du Bois de la Grande Mare (1 ha),.

### Climat
Pour des articles plus généraux, voir Climat des Hauts-de-France et Climat de l'Oise.
En 2010, le climat de la commune est de type climat océanique dégradé des plaines du Centre et du Nord, selon une étude du CNRS s'appuyant sur une série de données couvrant la période 1971-2000. En 2020, Météo-France publie une typologie des climats de la France métropolitaine dans laquelle la commune est dans une zone de transition entre le climat océanique et le climat océanique altéré et est dans la région climatique Sud-ouest du bassin Parisien, caractérisée par une faible pluviométrie, notamment au printemps (120 à 150 mm) et un hiver froid (3,5 °C).
Pour la période 1971-2000, la température annuelle moyenne est de 11 °C, avec une amplitude thermique annuelle de 14,8 °C. Le cumul annuel moyen de précipitations est de 693 mm, avec 10,3 jours de précipitations en janvier et 8,1 jours en juillet. Pour la période 1991-2020, la température moyenne annuelle observée sur la station météorologique la plus proche, située sur la commune de Creil à 15 km à vol d'oiseau, est de 11,2 °C et le cumul annuel moyen de précipitations est de 662,2 mm,. Pour l'avenir, les paramètres climatiques de la commune estimés pour 2050 selon différents scénarios d'émission de gaz à effet de serre sont consultables sur un site dédié publié par Météo-France en novembre 2022.

### Milieux naturels et biodiversité
La forêt de Chantilly couvre 209 ha du territoire de la commune, celui-ci totalisant 389 ha de territoire boisé (36 %). L'unique cours d'eau présent sur la commune est le ruisseau de la Bâtarde, qui prend sa source dans la zone d'étangs de pêche près de la RD 118 en direction de Plailly. Le ruisseau arrose quelques prés humides et se dirige d'abord vers le nord, puis vers le nord-ouest, pour rejoindre rapidement la Thève au hameau de Montgrésin. Le point le plus bas de la commune se situe au point Dremeux de la RD 1017 sur la Bâtarde, à 57 m au-dessus du niveau de la mer, à l'extrémité nord du territoire communal. Le point culminant, à 132 m, est localisé à l'extrémité du chemin rural des Essarts, en lisière sud de la forêt de Chantilly, et à la limite avec la commune de Luzarches. C'est également le point le plus occidental du territoire communal, sur le versant nord de la vallée de l'Ysieux. Du point de vue géologique, la commune comprend une carrière comportant d'importants gisements de fossiles.
Le patrimoine naturel et paysager de La Chapelle est protégé par deux ZNIEFF du type 1. La ZNIEFF n° national 220014323 « Massif forestier de Chantilly / Ermenonville » concerne sur La Chapelle l'ensemble des parcelles de la forêt de Chantilly. C'est en même temps un site naturel classé « Domaine de Chantilly », créé par arrêté du 28 décembre 1960 sur la base de la loi du 2 mai 1930 relative à la protection des monuments naturels et des sites de caractère artistique, historique, scientifique, légendaire ou pittoresque. La ZNIEFF n° national 220014325 « Bois de Morrière » porte essentiellement sur un bois de ce nom situé sur la commune de Plailly, mais englobe également toutes les forêts de La Chapelle à l'est de la RD 1017. Il s'agit plus particulièrement de la Garenne de la Chapelle, qui correspond au domaine privé des deux châteaux au sud de la RD 118 ; du Bois de la Grande Mare avec ses étangs de pêche et sa piste d'entraînement de chevaux au nord-est du territoire ; ainsi que de la Remise Saint-Germain, entre ce dernier bois et la RD 1017. Seulement la Remise Saint-Germain est en partie accessible au public grâce à la présence de chemins ruraux, dont notamment le CR no 11 dit de Thiers, qui part de l'allée Saint-Georges derrière la mairie et permet de rejoindre Thiers-sur-Thève et Pontarmé. Cette seconde ZNIEFF entre, sur le territoire de La Chapelle, dans le site classé « Forêts d'Ermenonville, de Pontarmé, de Haute-Pommeraie, butte et clairière de Saint-Christophe », créé par arrêté du 28 août 1998. Ce site couvre, en dehors des zones construites et d'une zone au nord-est de la mairie, la totalité du territoire communal au nord et au sud-est, avec le bois du Chenuet. Ainsi, toutes les forêts de La Chapelle-en-Serval ainsi que les pâturages au nord sont protégées soit par une ZNIEFF, soit par un site classé, soit par les deux types de protection. Finalement, l'ensemble de la commune fait partie du vaste site inscrit de la vallée de la Nonette, créé par arrêté du 6 février 1970. Ce site inscrit a préfiguré le parc naturel régional Oise-Pays de France pour sa partie située dans l'Oise, créé par décret du 13 janvier 2004 et incorporant l'ensemble de la commune de La Chapelle. - Concernant la randonnée pédestre et équestre, les possibilités sont restreintes en dehors de la forêt de Chantilly et de ses massifs annexes, et en dehors du chemin rural déjà cité. Une piste cyclable relie toutefois La Chapelle et Orry-la-Ville.

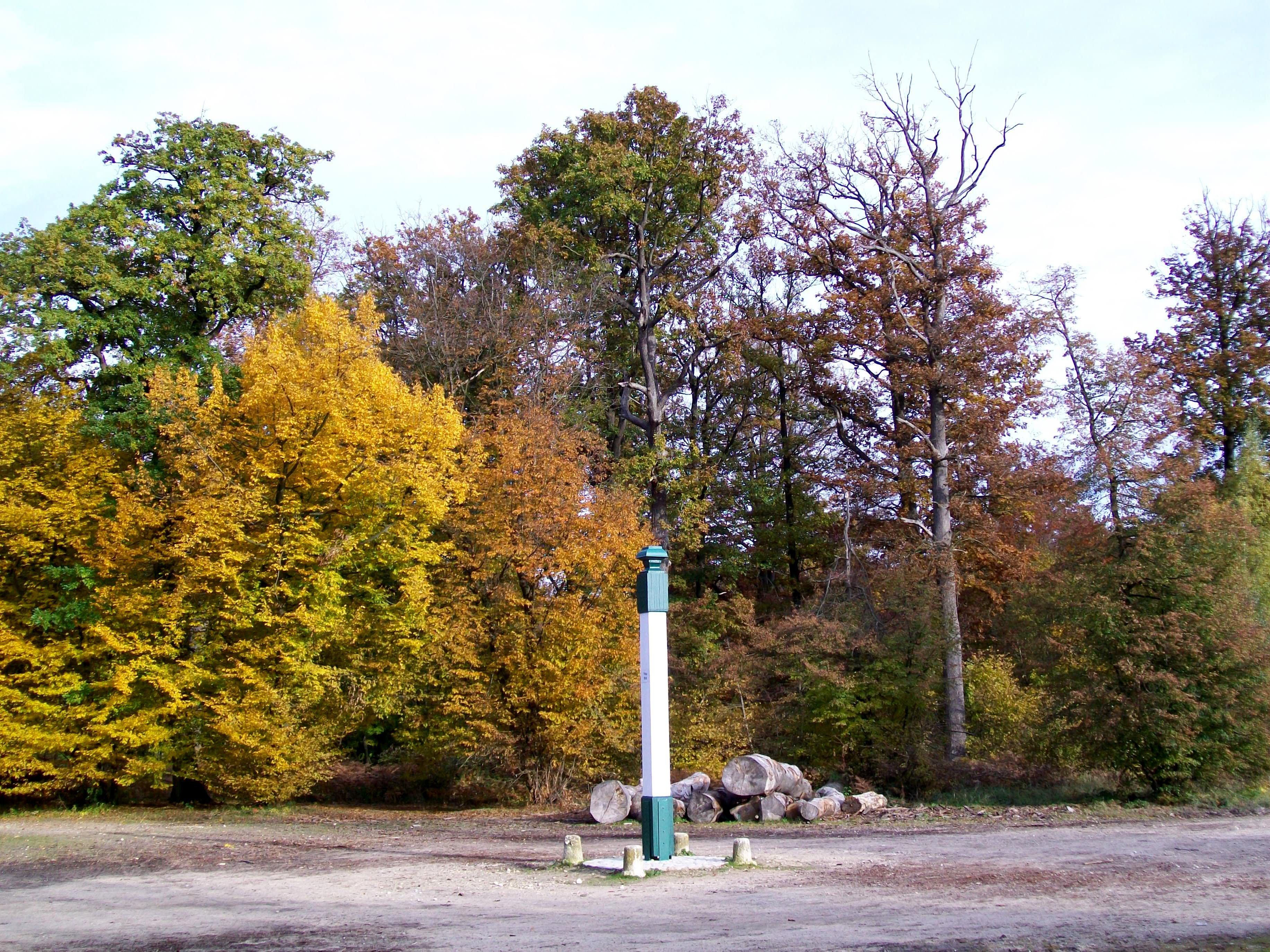
Poteau Nibert en forêt de Coye, point de rencontre avec Luzarches et Orry-la-Ville.
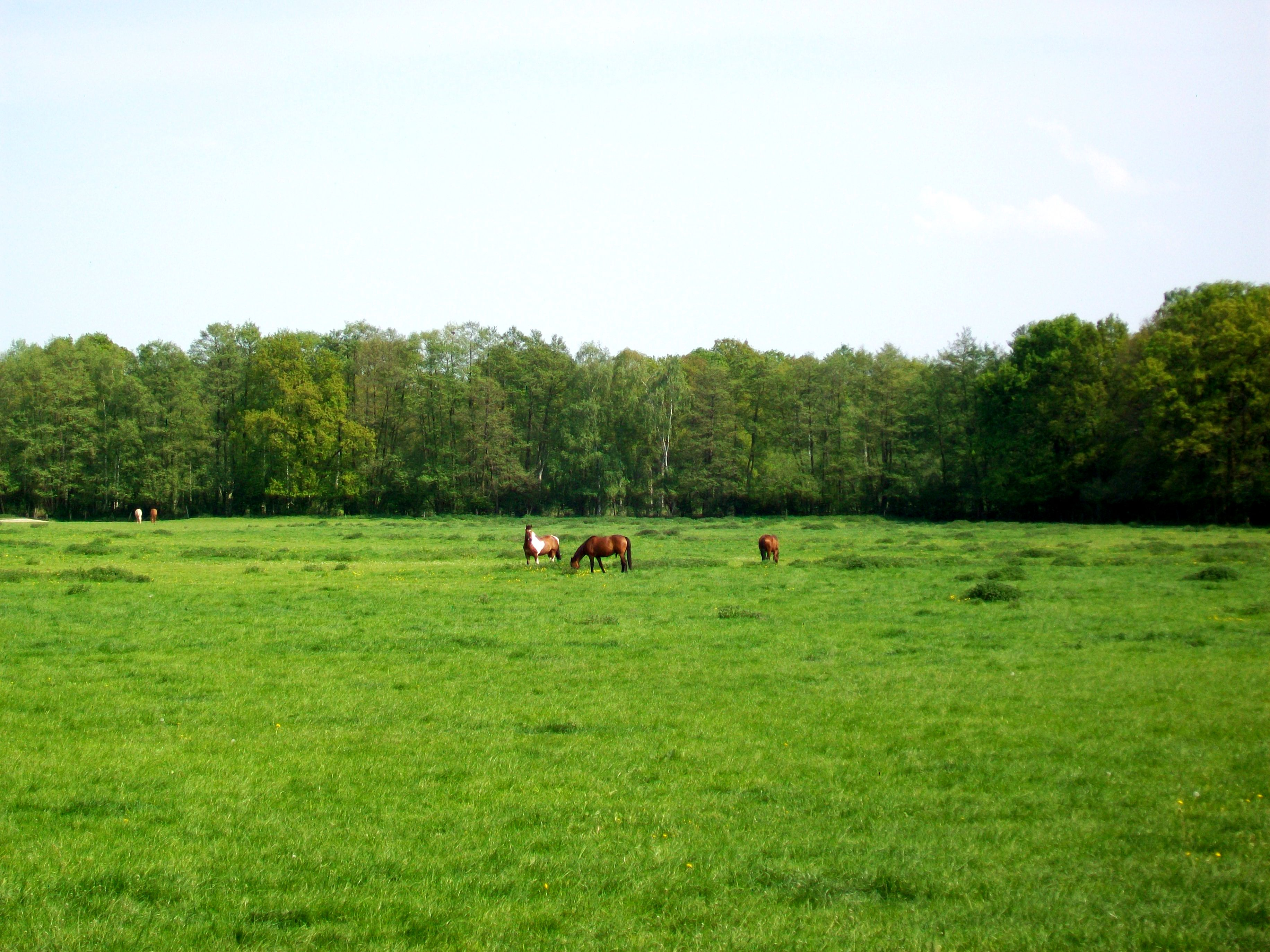
Les prés près du haras de la Censière, le long du chemin rural no 11.

## Urbanisme

### Typologie
Au 1er janvier 2024, La Chapelle-en-Serval est catégorisée ceinture urbaine, selon la nouvelle grille communale de densité à sept niveaux définie par l'Insee en 2022.
Elle appartient à l'unité urbaine d'Orry-la-Ville, une agglomération intra-départementale regroupant deux  communes, dont elle est une commune de la banlieue,,. Par ailleurs la commune fait partie de l'aire d'attraction de Paris, dont elle est une commune de la couronne,.

### Occupation des sols
L'occupation des sols de la commune, telle qu'elle ressort de la base de données européenne d'occupation biophysique des sols Corine Land Cover (CLC), est marquée par l'importance des forêts et milieux semi-naturels (45,9 % en 2018), une proportion sensiblement équivalente à celle de 1990 (46,5 %). La répartition détaillée en 2018 est la suivante : 
forêts (45,9 %), terres arables (36 %), zones urbanisées (9,6 %), prairies (7,7 %), zones industrielles ou commerciales et réseaux de communication (0,8 %). L'évolution de l'occupation des sols de la commune et de ses infrastructures peut être observée sur les différentes représentations cartographiques du territoire : la carte de Cassini (XVIIIe siècle), la carte d'état-major (1820-1866) et les cartes ou photos aériennes de l'IGN pour la période actuelle (1950 à aujourd'hui).

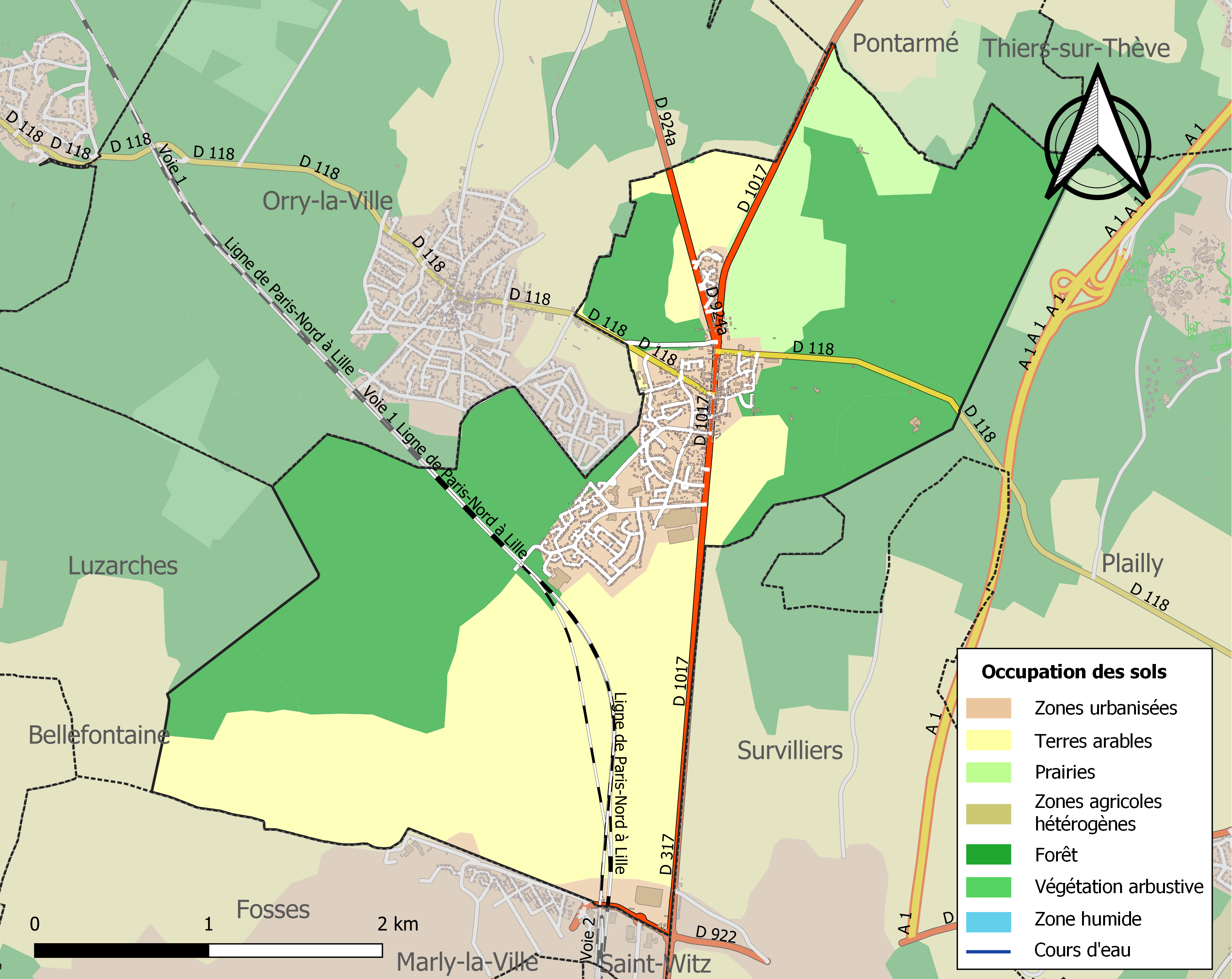
Carte des infrastructures et de l'occupation des sols de la commune en 2018 (CLC).

### Habitat et logement
En 2018, le nombre total de logements dans la commune était de 1 395, alors qu'il était de 1 233 en 2013 et de 1 072 en 2008.
Parmi ces logements, 91,7 % étaient des résidences principales, 2,5 % des résidences secondaires et 5,7 % des logements vacants. Ces logements étaient pour 62,8 % d'entre eux des maisons individuelles et pour 36,9 % des appartements.
Le tableau ci-dessous présente la typologie des logements à la La Chapelle-en-Serval en 2018 en comparaison avec celle de l'Oise et de la France entière. Une caractéristique marquante du parc de logements est ainsi une proportion de résidences secondaires et logements occasionnels (2,5 %) supérieure à celle du département (2,5 %) et à celle de la France entière (9,7 %). Concernant le statut d'occupation de ces logements, 70,4 % des habitants de la commune sont propriétaires de leur logement (71,9 % en 2013), contre 61,4 % pour l'Oise et 57,5 pour la France entière.
| Typologie                                               | La Chapelle-en-Serval | Oise | France entière |
| ------------------------------------------------------- | --------------------- | ---- | -------------- |
| Résidences principales (en %)                           | 91,7                  | 90,4 | 82,1           |
| Résidences secondaires et logements occasionnels (en %) | 2,5                   | 2,5  | 9,7            |
| Logements vacants (en %)                                | 5,7                   | 7,1  | 8,2            |

### Voies de communication et transports
La Chapelle-en-Serval doit son développement dans le passé au carrefour routier où le village est établi. Le principal axe routier est l'ancienne route nationale 17 (actuelle RD 1017), orientée globalement dans un sens nord-sud. Localement appelée route des Flandres, elle relie la région parisienne à Senlis et Pont-Sainte-Maxence.
La distance routière de la capitale est de 39 km par la RD 1017 et l'autoroute A1, via le connecteur de Survilliers / Saint-Witz. L'aéroport Roissy-Charles-de-Gaulle est à 16 km, et le chef-lieu d'arrondissement Senlis est éloigné de 10 km par la RD 1017. Une deuxième route importante est la RD 924a qui relie La Chapelle à Chantilly, distant de 10 km également. La RD 924a se sépare de la RD 1017 au monument aux morts, au nord du village. Sur le plan local, une route départementale orientée dans un sens est-ouest complète le réseau : la RD 118, en provenance de Plailly et à destination d'Orry-la-Ville, Coye-la-Forêt, Lamorlaye et la route nationale 16.
Le territoire communal est traversé par la ligne de chemin de fer Paris-Nord - Creil, non loin du village, mais La Chapelle ne dispose d'aucune gare. Par contre, trois gares sont assez proches de la commune. L'arrêt de La Borne Blanche à Orry-la-Ville est à seulement 2 km des lotissements à l'ouest du bourg et peut être rejoint à pied. Or, il n'est desservi que par le RER D qui met 39 min jusqu'à la gare de Paris-Nord.
De ce fait, la gare d'Orry-la-Ville - Coye joue un rôle plus important, car desservie également par le TER Hauts-de-France dont les trains sont sans arrêt entre cette gare et Paris, avec un temps de voyage de 19 minutes seulement. En outre, Orry-la-Ville - Coye est desservie par des trains pour Amiens et Compiègne.
La commune est desservie, en 2023, par les lignes 643, 644, 6207, 6213, 6222 et 6232 du réseau interurbain de l'Oise.
La commune est également desservie par le transport à la demande gratuit Flexobus.

## Toponymie
La localité a été désignée comme La Cape-en-Servois, La Chape-en-Servois, La Chapelle-en-Sorval, La Chapelle-sous-Survilliers (Capa in Sylvanectensi , Cappa in Sylvense, Capella de Sorval en 1233 , Capella subtus .Sorvillare en 1281, Capella in Sorval en 1297, Capella in Sourval en 1427, Capella in Sorvillare en 1512, Capella supra Vallem en 1515).
Selon Louis Graves, « Le Serval, Sorval, Servois ou Servais, d'où la Chapelle a pris son nom, était une petite contrée dont Survilliers (Sorvillare) placé au centre, formait le chef-lieu naturel; elle s'étendait entre Saint-Witz , Vémars, Fosse, Qry et la rivière de Thève ».
Serval est, ici, un dérivé de serve, forme régionale de selve, issu du latin silva (forêt).
Durant la Révolution française, la commune porte les noms de Pierre-la-Montagne et de Rameuse.

## Histoire
La Chapelle est donné vers 1187, avec le fief d'Ory, par Guy III le Bouteiller, à l'église de Senlis, à condition de célébrer tous les ans un anniversaire en mémoire de Pierre l'Hermite son frère, archidiacre de Soissons, qui possédait ces terres et les lui avait laissées en héritage. Comme son nom l'indique, la localité n'était qu'une annexe ou succursale de la paroisse d'Orry-la-Ville, et il y avait dans l'étendue de son territoire une autre cure appelée Geni au XIIIe siècle, dont le patronage appartenait à l'abbaye Saint-Rémy de Senlis. La région s'étant dépeuplé par les épidémies, l'évêque de Senlis Adam de Chambly supprime en  1245 le titre de l'église de Geni, transféré peu-après à celle de La Chapelle qui devient alors indépendante d'Orry
En 1841, la commune est propriétaire du presbytère, légué en 1834 par  l'abbé Massicot, une maison d'école, un lavoir, un jeu d'arc et deux hectares de friche. On y compte une distribution de poste aux lettres, un relais de poste aux chevaux, une carrière. « Le territoire boisé et sablonneux fournit peu de travail à la population qui comprend un grand nombre d'ouvriers en tout genre ».
Au début de la Première Guerre mondiale, les 3 et 4 septembre 1914, après la bataille de Senlis, un détachement de cavaliers allemands campe à La Chapelle-en-Serval.
Pendant la Seconde Guerre mondiale, l'école des cadres de La Chapelle-en-Serval est, avec celles d'Uriage et  d'Écully et parmi plus d'une soixantaine d'établissements de ce type, l'une des trois écoles de cadres d'envergure nationale créées par le régime de Vichy. Située en zone occupée, elle se singularise par une orientation plus nettement collaborationniste.

## Politique et administration

### Rattachements administratifs et électoraux

#### Rattachements administratifs
La commune se trouve dans l'arrondissement de Senlis du département de l'Oise.
Elle faisait partie depuis 1801 du canton de Senlis. Dans le cadre du redécoupage cantonal de 2014 en France, cette circonscription administrative territoriale a disparu, et le canton n'est plus qu'une circonscription électorale.

#### Rattachements électoraux
Pour les élections départementales, la commune fait partie depuis 2014 d'un nouveau canton de Senlis.
Pour l'élection des députés, elle fait partie de la quatrième circonscription de l'Oise.

### Intercommunalité
La Chapelle-en-Serval est membre depuis 2014 de la communauté de communes de l'Aire Cantilienne, un établissement public de coopération intercommunale (EPCI) à fiscalité propre créé en 1994 et auquel la commune a transféré un certain nombre de ses compétences, dans les conditions déterminées par le code général des collectivités territoriales.

### Tendances politiques et résultats
Lors du second tour des élections municipales de 2014 dans l'Oise, la liste sans étiquette menée par l'UMP Daniel Dray  obtient la majorité relative des suffrages exprimés, avec 574 voix (42,70 %, 17 conseillers municipaux élus dont 2 communautaires), devançant largement les listes menées respectivement par :

- Philippe Espercieux (DVD, 377 voix, 28,05  %, 3 conseillers municipaux élus dont 1 communautaire) ;

- Annick Pincé (DIV, 238 voix, 17,70 %, 2 conseillers municipaux élus) ; 

- Dominique Herent (DIV, 155 voix, 11,53 %, 1 conseiller municipal élu).

Lors de ce scrutin, 28,00 % des électeurs se sont abstenus.
Lors du premier tour des élections municipales de 2014 dans l'Oise, la liste menée par le maire sortant Daniel Dray est la seule candidate et obtient donc la totalité des 515 suffrages exprimés. Ses 23 membres sont élus conseillers municipaux et 3 d'entre eux sont également conseillers communautaires.
Lors de ce scrutin marqué par la pandémie de Covid-19 en France, 69,84 % des électeurs se sont abstenus et 34,70 % d'entre-eux ont voté blanc ou nul.

### Liste des maires
| Période                                  | Période                       | Identité                    | Étiquette    | Qualité                                                                                                 |
| ---------------------------------------- | ----------------------------- | --------------------------- | ------------ | --- |
| Les données manquantes sont à compléter. |                               |                             |              | |
| mai 1953                                 | mars 1989                     | Georges Halphen (1913-2003) |              | Économiste et collectionneur d'art                                                                      |
| mars 1989                                | juin 1995                     | Françoise Baron             | SE           | Professeur d'EPS                                                                                        |
| juin 1995                                | mars 2008                     | Jean-Pierre Tellier         | DVD puis UMP | Retraité                                                                                                |
| mars 2008                                | janvier 2009                  | Guy Colé                    | DVD          | Retraité Mandat écourté par l'annulation des élections muniucipales de 2008                             |
| mars 2009,                               | avril 2014                    | Philippe Espercieux         | MoDem        | Chef d'entreprise                                                                                       |
| avril 2014                               | En cours (au 9 décembre 2021) | Daniel Dray                 | UMP → LR     | Chef d'entreprise Vice-président de la CCde l'Aire Cantilienne (2017 → ) Réélu pour le mandat 2020-2026 |

### Jumelages
La Chapelle-en-Serval est jumelée .
- Schwarzach am Main (Allemagne) depuis 2016.

## Équipements et services publics

### Enseignement
Les enfants de la commune sont scolarisés dans k'école élémentaire du Bois de Chêne. Ses effectifs sont de 176 écoliers. L'école accueille les enfants dans les classes du cycle des apprentissages fondamentaux (CP, CE1, CE2) et du cycle de consolidation (CM1, CM2). L'école proposait 8 classes pour un total de 176 élèves lors de la rentrée de l'année scolaire 2020, la totalité dans les classes de primaire. 34 élèves sont en CP. Le CE1 compte 34 élèves, 40 élèves sont en CE2, les CM1 sont 31 élèves et les CM2 36 élèves. L'école ne propose pas de classe de maternelle. Lors de la rentrée 2020, l'école n'accueillait pas d'enfant en situation de handicap dans le cadre du dispositif ULIS. La moyenne générale d'élèves par classe est donc de 22 élèves[réf. nécessaire].
La commune accueille le collège du Servois, construit en 1983 et agrandi en 2019.

### Santé
Une maison médicale a ouvert en 2016.

## Population et société

### Démographie

#### Évolution démographique
L'évolution du nombre d'habitants est connue à travers les recensements de la population effectués dans la commune depuis 1793. Pour les communes de moins de 10 000 habitants, une enquête de recensement portant sur toute la population est réalisée tous les cinq ans, les populations de référence des années intermédiaires étant quant à elles estimées par interpolation ou extrapolation. Pour la commune, le premier recensement exhaustif entrant dans le cadre du nouveau dispositif a été réalisé en 2005.

En 2022, la commune comptait 3 109 habitants, en évolution de +2,74 % par rapport à 2016 (Oise : +0,87 %, France hors Mayotte : +2,11 %).
| 1793 | 1800 | 1806 | 1821 | 1831 | 1836 | 1841 | 1846 | 1851 |
| ---- | ---- | ---- | ---- | ---- | ---- | ---- | ---- | ---- |
| 441  | 502  | 567  | 522  | 544  | 563  | 577  | 646  | 520  |

| 1856 | 1861 | 1866 | 1872 | 1876 | 1881 | 1886 | 1891 | 1896 |
| ---- | ---- | ---- | ---- | ---- | ---- | ---- | ---- | ---- |
| 508  | 573  | 467  | 475  | 448  | 538  | 517  | 461  | 485  |

| 1901 | 1906 | 1911 | 1921 | 1926 | 1931 | 1936 | 1946 | 1954 |
| ---- | ---- | ---- | ---- | ---- | ---- | ---- | ---- | ---- |
| 437  | 582  | 467  | 398  | 453  | 479  | 464  | 482  | 606  |

| 1962 | 1968 | 1975 | 1982  | 1990  | 1999  | 2005  | 2006  | 2010  |
| ---- | ---- | ---- | ----- | ----- | ----- | ----- | ----- | ----- |
| 848  | 896  | 812  | 1 385 | 2 185 | 2 462 | 2 576 | 2 554 | 2 914 |

| 2015  | 2020  | 2022  | - | - | - | - | - | - |
| ----- | ----- | ----- | - | - | - | - | - | - |
| 2 944 | 3 141 | 3 109 | - | - | - | - | - | - |

#### Pyramide des âges
La population de la commune est relativement jeune.
En 2018, le taux de personnes d'un âge inférieur à 30 ans s'élève à 39,8 %, soit au-dessus de la moyenne départementale (37,3 %). À l'inverse, le taux de personnes d'âge supérieur à 60 ans est de 16,1 % la même année, alors qu'il est de 22,8 % au niveau départemental.
En 2018, la commune comptait 1 531 hommes pour 1 609 femmes, soit un taux de 51,24 % de femmes, légèrement supérieur au taux départemental (51,11 %).
Les pyramides des âges de la commune et du département s'établissent comme suit.
| Hommes | Classe d’âge | Femmes |
| ------ | ------------ | ------ |
| 0,2    | 90 ou +      | 0,2    |
| 3,4    | 75-89 ans    | 3,9    |
| 11,9   | 60-74 ans    | 12,4   |
| 24,5   | 45-59 ans    | 23,1   |
| 19,7   | 30-44 ans    | 21,0   |
| 20,2   | 15-29 ans    | 18,4   |
| 20,1   | 0-14 ans     | 20,9   |

| Hommes | Classe d’âge | Femmes |
| ------ | ------------ | ------ |
| 0,5    | 90 ou +      | 1,4    |
| 5,5    | 75-89 ans    | 7,6    |
| 15,6   | 60-74 ans    | 16,3   |
| 20,8   | 45-59 ans    | 20     |
| 19,4   | 30-44 ans    | 19,4   |
| 17,6   | 15-29 ans    | 16,2   |
| 20,6   | 0-14 ans     | 19,1   |

## Culture locale et patrimoine

### Lieux et monuments

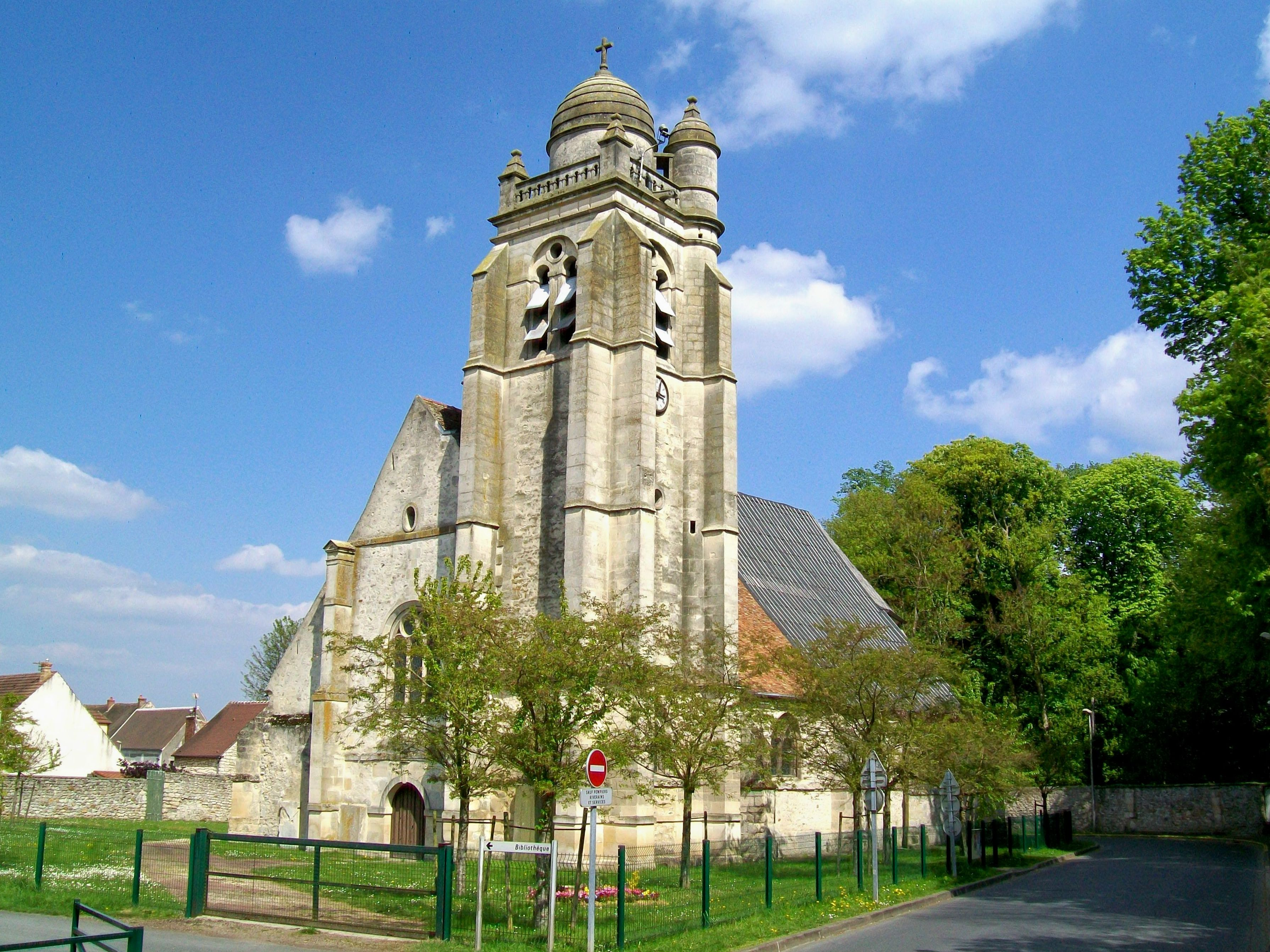
L'église.

La Chapelle-en-Serval compte un monument historique sur son territoire : 
- L'église de la Trinité (inscrite monument historique  en 1949[43]) : l'église paroissiale est principalement construite au XVIe siècle, en remplacement d'un sanctuaire plus ancien endommagé pendant la guerre de Cent Ans. 
D'un style flamboyant assez sobre, elle se compose d'une nef de quatre travées accompagnée de deux bas-côtés, et se terminant par un court chœur à pans coupés. Les grandes arcades sont en tiers-point et retombent sur des piliers cylindriques isolés. 
La nef est aveugle à l'exception de la grande baie de la façade occidentale, qui surmonte le portail étonnamment petit et sans décoration. Toutes les voûtes sont établies sur des croisées d'ogives simples, et les nervures des voûtes sont partout pénétrantes : il n'y a pas le moindre chapiteau. Toutes les baies comportent un remplage de deux lancettes à têtes tréflées, sauf celle de la façade, qui présente un remplage Renaissance avec trois arcades plein cintre surmontées par deux oculi ronds. Les clés de voûte sont de petites rosaces discrètes.
Ainsi, l'église de la Trinité reflète une architecture sans ambition particulière, et elle est dans son ensemble bien caractéristique de la reconstruction après la guerre de Cent Ans. Un examen en détail montre que la dernière travée de la nef et des bas-côtés ainsi que l'abside ont dû être construits en premier lieu, et elles ont dû coexister pendant un certain temps avec l'ancienne nef, provisoirement conservée. Des doubleaux plus larges que les autres indiquent la ligne de rupture. 
Une voûte de la nef porte la date de 1685, mais toutes les voûtes ont des ogives, doubleaux et formerets en tiers-point et sont résolument gothiques. L'imposant clocher s'élève à l'extrémité sud-ouest de l'église et se termine par une petite coupole en pierre, sous l'influence de la Renaissance finissante, à l'instar de l'église Saint-Pierre de Senlis. Il peut ainsi être daté de la fin du XVIIe siècle. La base du clocher est plus petite que les travées ordinaires des bas-côtés, et s'ouvre sur le bas-côté sud et la nef par des arcades en plein cintre. Dans le bas-côté, suit une voûte partielle sans ogives établissant le lien avec la seconde travée, qui comporte un petit portail latéral. Comme souvenir de l'église précédente, reste une Vierge à l'Enfant du début du XIVe siècle[44],[45]..

On peut également signaler : 
- Hôtel particulier Saint-Georges, rue du Château : 
cette maison est située sur l'ancien tracé de la route royale de Paris à Senlis et tient son nom de l'enseigne qu'elle portait. L'appellation locale « le prieuré » ne correspond à aucune réalité historique, les cisterciens n'autorisant pas de prieurés dans leur ordre. 
Au début du XIIIe siècle, il est tenu à cens par un seigneur du nom de Waringold, qui l'avait vendu auparavant à l'abbaye bénédictine Saint-Remy de Senlis. 
Les moines de l'abbaye de Chaalis achètent cette maison appelée hôtel Saint-Georges en 1219 avec l'assentiment de Waringold. L'hôtel est aussitôt rattaché à la grange de Commelles dont il devient une annexe. 
Le domaine de La Chapelle, composé essentiellement de prés, s'agrandit successivement au cours du XIIIe siècle mais reste toujours modeste. Lors d'un aveu et dénombrement de 1500, la superficie est de vingt-deux arpents de la petite mesure locale, l'abbaye ayant auparavant renoncé à dix autres arpents. 
Depuis longtemps, les religieux ont cessé d'exploiter directement ces terres et vendent le domaine, mais la rente annuelle de huit livres n'est pas toujours payée par les nouveaux propriétaires, et Chaalis récupère l'hôtel Saint-Georges. Une seconde vente en 1570 est annulée en 1643, et l'abbaye loue ensuite le domaine par bail emphytéotique de quatre-vingt-dix-neuf ans. Par défaut de paiement, ce contrat est lui aussi annulé en 1711, et l'année suivant, le domaine est vendu définitivement à Charlotte-Madeleine Huguet, veuve du marquis de Cotentin, seigneur de plusieurs localités des alentours, moyennant quarante livres de rente perpétuelle et non rachetable. 
L'hôtel devient partie intégrante de la seigneurie de La Chapelle. 
Le bâtiment actuel remonte en partie à la fin du Moyen Âge et conserve une cave de quatre travées voûtée d'ogives et des éléments de façade du XIIIe siècle. Occupant une surface de neuf sur vingt mètres environ, il comporte un étage et une grande porte cochère au centre. Très restauré et rehaussé d'un mètre en 1900, le caractère d'origine de la maison s'est perdu[46],[47]
- Ancien relais de poste - ancien hôtel du Mouton, sur l'ancienne RN 17 : en 1774, le village compte quinze hotelleries et prospère grâce à sa situation sur la route royale, près de la bifurcation vers Chantilly et Senlis. La durée du voyage depuis Paris est alors de sept heures. Le relais de poste, établi en 1632, se situe entre ceux de Louvres (au sud) et Senlis (au nord). Le maître de poste doit être breveté par la Ferme générale et toujours disposer de chevaux frais pour les chevaucheurs royaux, qui assurent un service de messageries rapides. 
Bien entendu, le relais des chevaux des attelages doit également être assuré, et des chevaux peuvent être loués à des particuliers. Tous les chevaux sont ramenés au pas depuis les deux relais voisins par un postillon. En 1788, le relais de poste de La Chapelle dispose de cinquante chevaux. Il est tenu par la famille Doutreleau de 1515 jusqu'à sa suppression en 1862[48],[49] (année d'ouverture de la ligne ferroviaire Chantilly - Senlis).
 Extérieurement, l'ancien relais est assez bien conservé, avec notamment sa grande porte cochère, sa galerie de circulation en bois dans la cour, de vieux escaliers et des vestiges de murs à colombages.
- Château de La Chapelle-en-Serval, rue du Vieux-Château, au sud de l'église : il est édifié entre 1620 et 1630 pour le seigneur local Claude Loisel, en remplacement du « vieux château » d'Orry au nord du village, qui date de l'époque où La Chapelle n'est qu'un hameau sans nom de la paroisse d'Orry-la-Ville. 
Loisel est lieutenant-général au bailliage de Senlis, puis président de la Cour des aides et conseiller d'État. 
À la fin du XVIIe siècle, la seigneurie passe à Nicolas-Gilles de Costentin (cousin de Tourville, et est acquise en 1728, avec celle d'Orry, par le riche Jean Oursin, receveur général des finances de Caen. Après son décès, ses fils vendent le château à Jean-François Pasquier, comte de Franclieu, qui devient écuyer cavalcadour du prince de Condé et commandant de ses équipages. Pasquier peut conserver son château à la Révolution française et fait aménager un jardin anglais. 
Sous le Second Empire, le domaine est racheté par Frédéric Sargenton, agent de change à Paris, puis par Edmond Blanc en 1877. Préférant s'installer à Saint-Cloud, Blanc revend le château dès 1882 à Georges Halphen, négociant de diamants à Paris.
 Le « vieux château » ne suffit bientôt plus à son fils Fernand Halphen, qui décide au début du XXe siècle de se faire construire un nouveau château au sein du domaine familial (voir ci-dessous). - Le « vieux château » est subdivisé en appartements plus récemment[48],[50].
- Château Mont-Royal, en dehors du village, près de la RD 118 en direction de Plailly : Fernand Halphen choisit pour son nouveau château une butte au sein de la « garenne de La Chapelle », forêt appartenant au domaine du « Vieux Château ». 
Après avoir rejeté le projet de style anglo-normand de l'architecte René Sergent, puis un premier projet de style médiéval (dessins au Musée d'Orsay), le compositeur fixe son choix sur le second projet de Guillaume Tronchet : un château de style Louis XVI célébrant la chasse à l'extérieur et la musique à l'intérieur. 
La construction s'échelonne de 1908 à 1911. Sur les façades, des bas-reliefs dus à Georges Gardet célèbrent les plaisirs de la chasse. 
L'intérieur comprend notamment un théâtre, réplique de celui de l'Opéra-Comique, aujourd'hui utilisé par le restaurant de l'hôtel. Durant la Seconde Guerre mondiale, le château est vidé de son mobilier et vandalisé. 
En 1989, J.P. Hermier l'achète aux descendants de Fernand Halphen et le transforme en hôtel quatre étoiles[50], qui ouvre ses portes en 1990. En juin 1992, le groupe des hôtels Concorde acquiert l'ensemble de la propriété. L'hôtel comprend cent neuf chambres dont cinq suites, un restaurant et une piscine couverte.

- Hôtel de ville, sur l'ancienne RN 17, à la sortie nord du village en direction de Senlis : cette ancienne villa de 1867 baptisée « la Solitude » est rachetée par la commune sous le maire Georges Halphen, en 1977, pour y installer la mairie[51]. 
Le bâtiment d'un style formel en brique et pierre se démarque par une tour carrée de trois étages, il est entouré d'un petit parc paysager ouvert au public. S'y trouvent une pièce d'eau avec fontaine et une aire de jeux pour enfants, ainsi que la salle municipale des fêtes. 
L'ancienne mairie-école subsiste toujours rue du Vieux-Château, reconnaissable à l'horloge sur la façade.

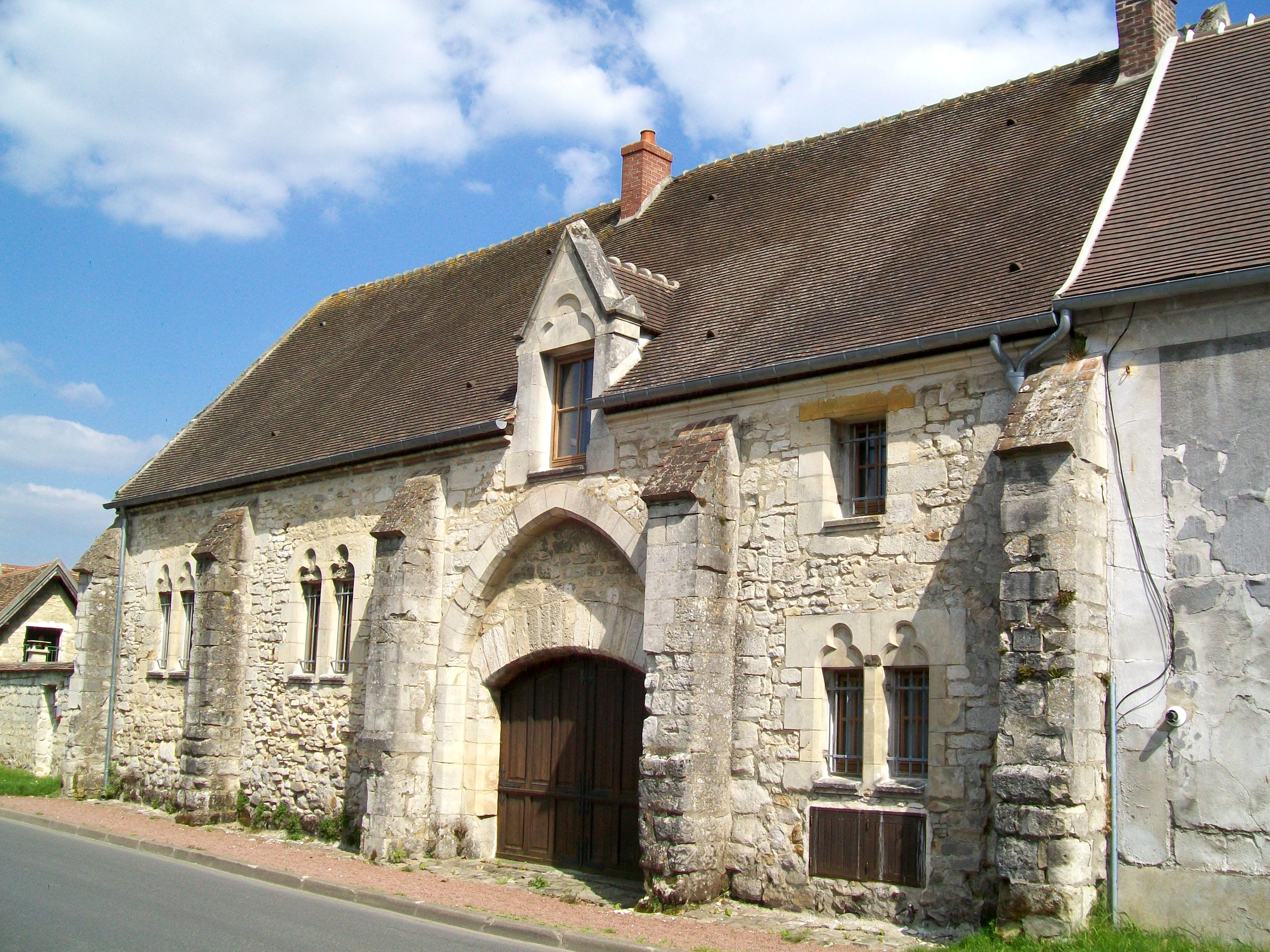
La maison médiévale Saint-Georges.
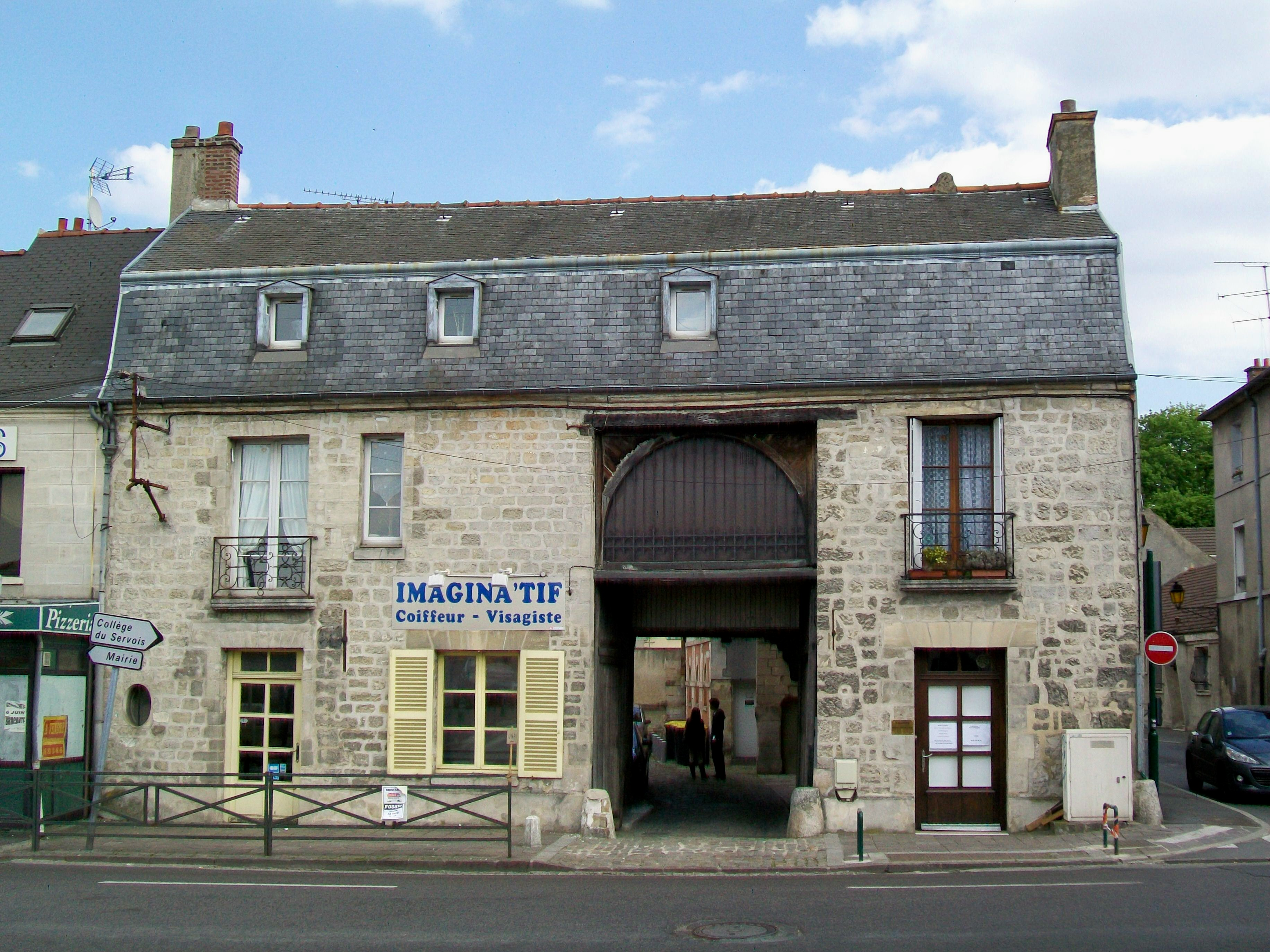
L'ancien hôtel du Mouton, ancien relais de poste.
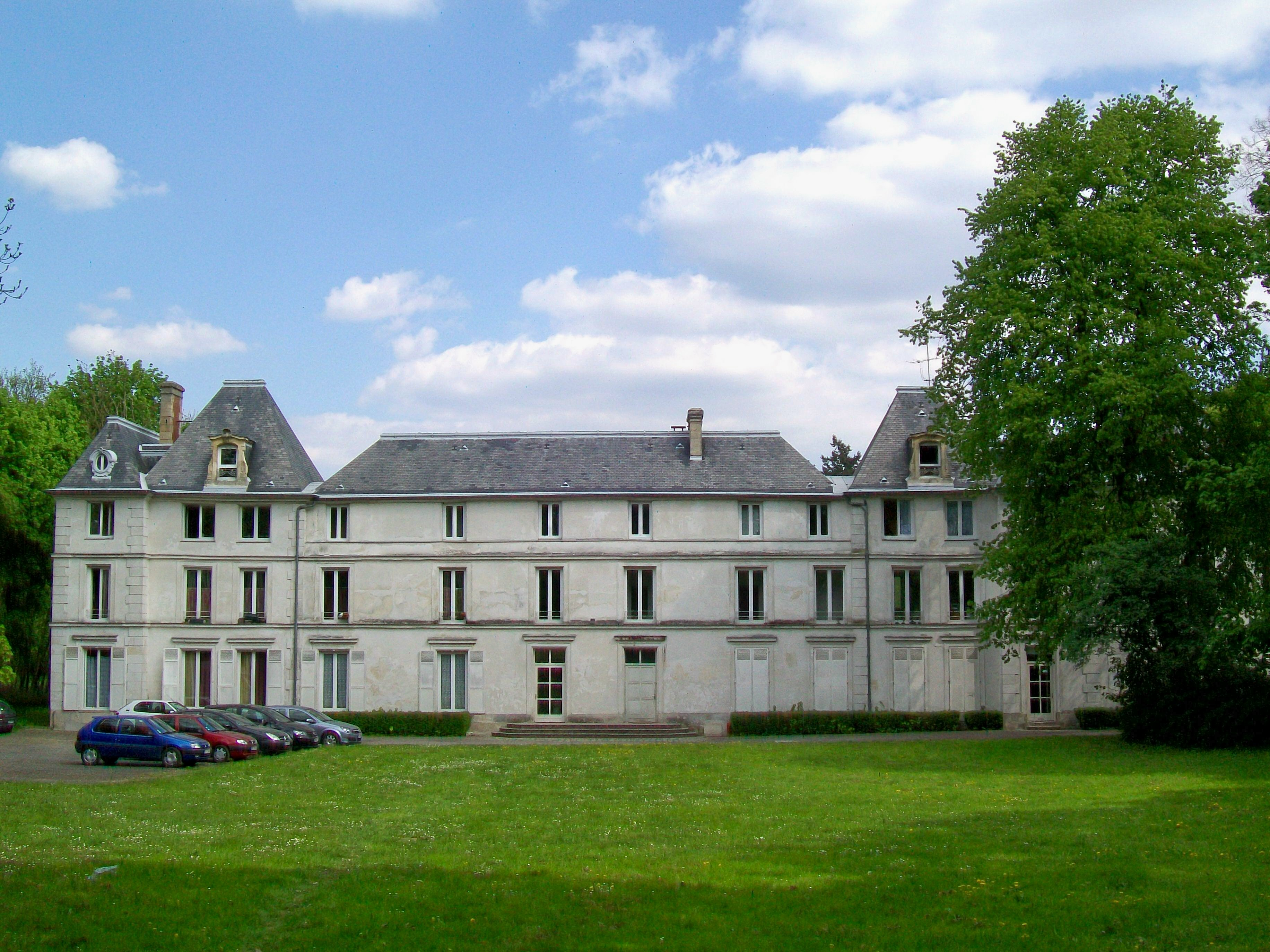
Le « vieux Château » de La Chapelle, façade ouest.

### Personnalités liées à la commune
- La terre proprement dite de La Chapelle-en-Serval, ancienne dépendance du grand domaine de Plailly, est vendue en 1281 à Jean d'Angicourt, chanoine de Senlis par Oudart de Pontarmé, surnommé le Bourguignon[1].
- Elle appartint plus tard, avec Ory, au président Brion , puis à la marquise de Cotentin. En 1841, le principal domaine est dans la maisdn de Biron[1].
- Fernand Halphen (1872-1917), compositeur français, a souvent séjourné au « Vieux Château » qui est propriété familiale depuis 1882, puis s'est fait construire le château Mont-Royal entre 1908 et 1911.

### La Chapelle-en-Serval dans la littérature
Village cité par Alexandre Dumas dans le Comte de Monte-Cristo lors de la fuite de Benedetto.

### Héraldique
| Blason de La Chapelle-en-Serval | Blason  | D'azur au chevron accompagné au chef de deux étoiles et en pointe d'une canette contournée, le tout d'or. |
| Blason de La Chapelle-en-Serval | Détails | Le statut officiel du blason reste à déterminer.                                                          |